# 詹森·杜夫納
詹森·克里斯多福·杜夫納（英語：Jason Christopher Dufner，1977年3月24日—）是美国的一位高爾夫球選手，他目前為PGA巡迴賽賽事的三冠王，並且因為贏得2013年PGA錦標賽而得到一座四大賽冠軍。另外他在2011年PGA錦標賽中則拿到亞軍，成績也僅次於排名第一的基岡·布拉德利。杜夫納當前已經持續35個禮拜位居前十名內，而其生涯最高峰為2012年9月所達成的第六名成績。

## 外部連結
- （英文） Jason Dufner （页面存档备份，存于）
- （英文） Ranking